# Celní režim
Celní režim je režim, do kterého se propouští každé zboží vstupující na celní území Společenství, kterému bylo umožněno propuštění do celního režimu. V České republice existují následující celní režimy:
- Volný oběh – se zbožím, které je propuštěno do toho režimu se může nakládat stejně, jako s tuzemským zbožím. Při propuštění do toho režimu se vybírá clo, spotřební daně i DPH.

- Tranzit – zboží zahrnuté do tohoto režimu je dopravováno pod dohledem od jednoho celního úřadu k druhému (např. TIR)

- Uskladňování v celním skladu – za zboží uskladnění v soukromém nebo veřejném celním skladu se clo ani daně neplatí, musí být ale zajištěn celní dluh.

- Aktivní zušlechťovací styk – platí pro to zboží, které bylo do tuzemska dovezené za účelem zušlechtění (tedy např. kompletace, montáže). Poté je vyvezeno opět do další země. Za toto zboží se neplatí ani clo ani daně, nejsou uplatňovány žádné limity či omezení.

- Dočasné použití – Platí pro zboží zahraničního vlastníka, které bylo do tuzemska dovezeno a setrvalo tam určitou dobu (např. umělecká díla na výstavách). Po jejím uplynutí se v nezměněném stavu vyvezlo ze země pryč. Je úplně nebo částečně osvobozeno od dovozního cla.
- Přepracování pod celním dohledem

- Pasivní zušlechťovací styk – ten umožňuje, aby bylo tuzemské zboží vyvezeno do zahraničí, kde bude následně zušlechtěno a poté dovezeno zpět. Je částečně nebo i úplně osvobozeno od cla, celní úřady jej povolují ale jen výjimečně. Jedná se o opak aktivního zušlechťovacího styku. Clo se platí z hodnoty přidané v zahraničí.

- Vývozní režim – zboží, které bylo schváleno do tohoto režimu, může opustit území republiky od okamžiku schválení a ve lhůtě stanovené celním úřadem. Nevybírá se clo ani daně (je to forma podpory vývozu).